# Trois grands problèmes de l'Antiquité
En mathématiques, les trois grands problèmes de l'Antiquité, posés par des mathématiciens de la Grèce antique, n'ont été résolus (tous trois par la négative car impossibles) qu'avec les développements de l'algèbre. Ils sont considérés comme le point de départ de recherches qui ont permis de développer de façon significative le corpus mathématique,.
Ce sont :
1. La duplication du cube : à l'aide d'une règle et d'un compas, est-il possible de construire un cube de volume double ?
2. La trisection de l'angle : à l'aide d'une règle et d'un compas, est-il possible de sectionner en trois parties égales n'importe quel angle ?
3. La quadrature du cercle : à l'aide d'une règle et d'un compas, est-il possible de construire un carré dont l'aire égale celle d'un disque ?

Carl Friedrich Gauss réalisa un travail préliminaire important (prolongé par les analyses d'Évariste Galois) sur lequel se basa  Pierre Wantzel pour démontrer rigoureusement en 1837 un théorème général d'où découle l'impossibilité de la duplication du cube et de la trisection de l'angle (à la règle et au compas). En 1882, Ferdinand von Lindemann démontra que le nombre π est transcendant, montrant finalement l'impossibilité du dernier problème, la quadrature du cercle.
À cette liste de problèmes, certains auteurs ajoutent la construction des polygones réguliers à la règle et au compas. Ce problème sera complètement résolu par le théorème de Gauss-Wantzel, montrant en particulier que l'heptagone régulier est lui aussi impossible à construire à la règle et au compas.